# Flórida
Flórida este un oraș în Paraná (PR), Brazilia.